# Somontano de Barbastro
Somontano de Barbastro – okręg (hiszp. comarca) Hiszpanii, w Aragonii w prowincji Huesca.

## Podział administracyjny
W skład okręgu wchodzą:
- Abiego
- Adahuesca
- Alquézar
- Azara
- Azlor
- Barbastro
- Barbuñales
- Berbegal
- Bierge
- Castejón del Puente
- Castillazuelo
- Colungo
- Estada
- Estadilla
- El Grado
- Hoz y Costean
- Ilche
- Laluenga
- Laperdiguera
- Lascellas-Ponzano
- Naval
- Olvena
- Peralta de Alcofea
- Peraltilla
- Pozán de Vero
- Salas Altas
- Salas Bajas
- Santa María de Dulcis
- Torres de Alcanadre